# Otto Weckerling
Otto Weckerling (né le 23 octobre 1910 à Magdebourg et mort le 6 mai 1977 à Dortmund) est un coureur cycliste allemand. Professionnel de 1934 à 1950, il a notamment remporté le Tour d'Allemagne et une étape du Tour de France 1937.

## Palmarès
- 1933
  - 2e du championnat d'Allemagne sur route amateurs
- 1935
  - 3e du Rund um Spessart und Thon
- 1936
  - 2e du Saarbrucken Rundfahrt
- 1937
  - 8e étape du Tour de France
  - Tour d'Allemagne :
    - Classement général
    - 1re étape

  - 8e du championnat du monde sur route
- 1938
  - 3e du Tour d'Allemagne
- 1940
  - 3e étape du Circuit du Nord
- 1949
  - 3e étape de l'Écharpe d'Or

## Résultats sur le Tour de France
4 participations
- 1935 : 42e
- 1936 : hors-course à la 14e étape
- 1937 : 41e, vainqueur de la 8e étape
- 1938 : 21e